# Clubiona pongolensis
Clubiona pongolensis là một loài nhện trong họ Clubionidae.
Loài này thuộc chi Clubiona. Clubiona pongolensis được George Newbold Lawrence miêu tả năm 1952.